# George Lane (1er vicomte Lanesborough)
Pour les articles homonymes, voir George Lane.
George Lane, 1er vicomte Lanesborough (vers 1620 - 11 décembre 1683) est un homme politique irlandais.

## Carrière
Il est le fils de Richard Lane, 1er baronnet, de Tulsk, et de son épouse Mabel Fitzgerald. Il est attaché à la cour exilée de Charles II d'Angleterre et est fait chevalier par lui à Bruges en 1657. L'honneur a dû paraître creux à Lane qui, comme la plupart des exilés restés fidèles au roi, est réduit à un état de quasi-dénuement: il parle de son «tourment» en étant incapable d'obtenir de l'argent pour s'occuper de sa femme et de ses enfants malades .
Après la Restauration, il semble avoir eu une influence considérable à la Cour: Samuel Pepys dans son Journal en 1663 se réfère à Lane comme "l'homme en dessous des escaliers à la Cour".
De 1662 à 1666, il est député du comté de Roscommon. En novembre 1664, il est nommé au Conseil privé d'Irlande et, le 5 octobre 1668, il succède à son père comme second baronnet. Il est créé vicomte Lanesborough dans la pairie d'Irlande le 31 juillet 1676. Il est secrétaire d'État (Irlande) de 1665 jusqu'à sa mort. Selon Samuel Pepys, il est connu pour «vendre des postes». 

## Famille
Il a un fils survivant, James et deux filles - Mary et Charlotte - de sa première épouse Dorcas Brabazon, fille d'Anthony Brabazon et Margaret Hovenden, et nièce de William Brabazon (1er comte de Meath), ainsi que plusieurs fils décédés jeunes. James lui succède comme deuxième et dernier vicomte.
Sa deuxième épouse est Susannah Nicholas, fille de l'homme d'État Edward Nicholas et de sa femme Jane Jay, avec qui il a trois enfants qui sont morts jeunes. Elle est décédée en 1671.
Sa troisième épouse est Frances Sackville (fille de Richard Sackville (5e comte de Dorset) et Frances Cranfield) avec qui il a une autre fille, Frances, qui épouse Ulick Burke (1er vicomte de Galway) (en), un colonel jacobite de l'armée irlandaise, qui est tué à la Bataille d'Aughrim en 1691. Elle épouse ensuite Henry Fox et a notamment George Fox-Lane (1er baron Bingley), l'héritier des domaines de Lanesborough.
Lady Frances, vicomtesse douairière Lanesborough achète des manoirs et des terres à Cobham, Surrey des familles Gavell et Smither (représentant les patrimoines ancestraux Bigley, Sutton et Downe ou Adowne associés à l'abbaye de Chertsey) en 1708 et 1720, et meurt en janvier 1721. / 22.